# Supremum
I matematikken siges supremum for en delmængde {\displaystyle A\subseteq \mathbb {R} } af de reelle tal at være delmængdens mindste øvre grænse. Hvis {\displaystyle x} er et sådant, skrives typisk: {\displaystyle x=\sup A}.
Hvis en mængde har flere øvre grænser, vil dens supremum således være den mindste af disse. Ved en øvre grænse i en mængde {\displaystyle A\subset \mathbb {R} } forstås et reelt tal, {\displaystyle x}, der er større end eller lig alle elementer i {\displaystyle A}. Eksempelvis er 3 en øvre grænse for mængden {1,2,3}. Formelt:
{\displaystyle \forall a\in A:x\geq a}.
Har en mængde en øvre grænse siges den at være opad begrænset.
Den mindste øvre grænse kan så defineres ved at {\displaystyle x\in \mathbb {R} } er en øvre grænse i {\displaystyle A\subset \mathbb {R} }, og hvis {\displaystyle b} er en øvre grænse i {\displaystyle A} er {\displaystyle x\leq b}.

## Eksempler
{\displaystyle \sup\{1,2,3\}=3}
{\displaystyle \sup\{(-1)^{n}\mid n\in \mathbb {N} \}=1}
{\displaystyle \sup\{x\in \mathbb {R} \mid x^{2}=2\}={\sqrt {2}}}

## Supremumsegenskaben
En totalt ordnet mængde siges at have supremumsegenskaben, hvis enhver ikke-tom, opadtil begrænset delmængde af den har supremum.
En mængde har supremumsegenskaben, hvis og kun hvis den har infimumsegenskaben.